# جسیکا مور
جسیکا مور (ایتالیایی: Jessica Moore؛ زادهٔ ۸ اوت ۱۹۶۷) بازیگر اهل ایتالیا است.
از فیلم‌ها یا مجموعه‌های تلویزیونی که وی در آن‌ها نقش داشته‌است، می‌توان به یازده روز، یازده شب، صومعه گناهکاران و کازانووا اشاره نمود.